# No Sacrifice, No Victory
No Sacrifice, No Victory är ett musikalbum av den svenska gruppen Hammerfall. Det är gruppens sjunde studioalbum och släpptes 20 februari 2009. Ny gitarrist är Pontus Norgren och basisten från debutalbumet Glory to the Brave, Fredrik Larsson är tillbaka.

## Låtförteckning
1. "Any Means Necessary" (Dronjak/Cans)
2. "Life Is Now" (Dronjak/Cans)
3. "Punish and Enslave" (Dronjak/Cans)
4. "Legion" (Dronjak/Cans)
5. "Between Two Worlds" (Dronjak)
6. "Hallowed Be My Name" (Dronjak/Cans)
7. "Something for the Ages" (Norgren)
8. "No Sacrifice, No Victory" (Dronjak/Cans)
9. "Bring the Hammer Down" (Elmgren/Cans)
10. "One of a Kind" (Dronjak/Strömblad/Cans)
11. "My Sharona" (The Knack-cover)

## Singel
- Any Means Necessary

## Musiker
- Joacim Cans - sång
- Oscar Dronjak - Gitarr & Bakgrundssång
- Pontus Norgren - Gitarr & Bakgrundssång
- Fredrik Larsson - Elbas & Bakgrundssång
- Anders Johansson - trummor